# Sidéral
Sidéral est une revue petit format publiée entre mars 1958 et juillet 1962 chez Artima (51 numéros), comportant des récits issus de comics DC : Mystery in Space, Tales of the Unexpected, Strange Adventures, House of Mystery, My Greatest Adventure, Showcase et House of Secrets. C'est la petite sœur de Aventures Fiction première formule.
Une deuxième revue paraît dans la collection Comics Pocket, toujours chez Arédit/Artima de novembre 1968 à janvier 1977 sur 63 numéros. Elle publie des adaptations des romans Fleuve Noir, mais aussi, de façon hétéroclite, des comics issus de DC (Mystery in Space, Showcase, Unexpected, Weird Mystery Tales) ou Marvel (Journey into Mystery, Strange Tales, Tales of Suspense, Tales to Astonish).
Une troisième revue paraît sous le même titre chez le même éditeur entre janvier 1981 et novembre 1982 (7 numéros).